# Alpedrete
Alpedrete là một đô thị trong Cộng đồng Madrid, Tây Ban Nha. Đô thị Alpedrete có diện tích 12,64 km², dân số theo điều tra năm 2010 của Viện thống kê quốc gia Tây Ban Nha là 13.163 người. Đô thị Alpedrete nằm ở khu vực có độ cao 919 mét trên mực nước biển.